# Liana Alexandra

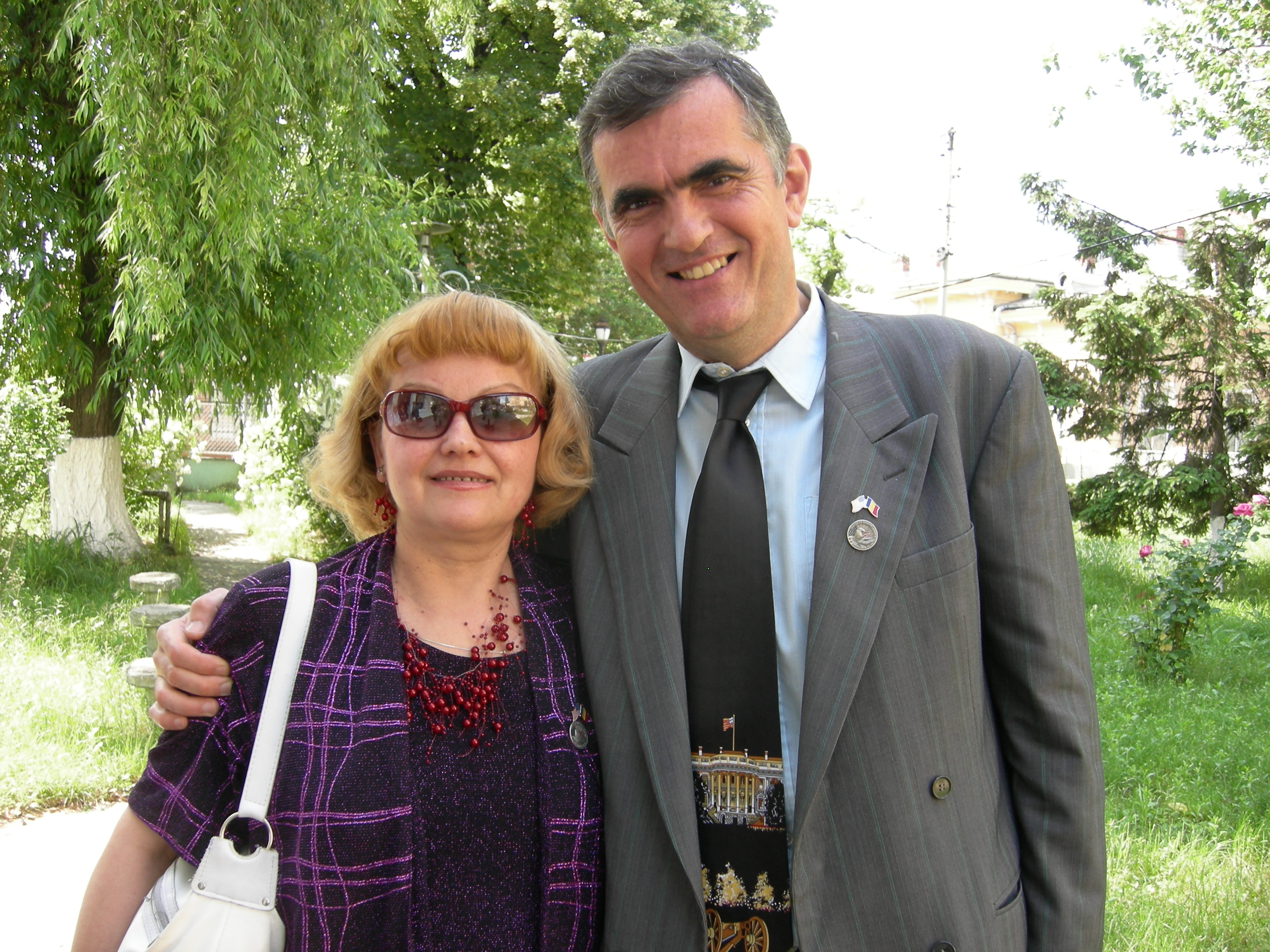
Liana Alexandra, 2006

Liana Alexandra (* 27. Mai 1947 in Bukarest; † 10. Januar 2011 ebenda) war eine rumänische Komponistin und Musikpädagogin.

## Leben
Alexandra studierte von 1965 bis 1971 am Bukarester Konservatorium Ciprian Porumbescu bei Tudor Ciortea Formenlehre, bei Emilia Comișel Ethnomusikologie und bei Tiberiu Olah Komposition. Sie erhielt ein Enescu-Verdienststipendium und besuchte 1974, 1978, 1980 und 1984 die Darmstädter Ferienkurse.
Ab 1972 unterrichtete sie Instrumentenkunde, ab 1980 auch Komposition, Orchestration und Musikanalyse an der Musikuniversität Bukarest. Mit ihrem Ehemann Şerban Nichifor bildete sie das Duo Intermedia und leitete sie das Nuova Musica Consonante-Living Music Foundation Festival. Für ihre Kompositionen erhielt sie fünfmal Preise des rumänischen Komponisten- und Musikologenverbandes. 1979 gewann sie den ersten Preis beim Carl-Maria-von-Weber-Wettbewerb in Dresden, außerdem war sie 1979 und 1980 Teilnehmerin am Kompositionswettbewerb der Gaudeamus-Stiftung, bei dem in dieser Zeit kein Preis vergeben wurde.

## Werke
- Symphony I, 1971
- Cantata für Frauenchor und Orchester nach Gedichten von Lucian Blaga, 1971
- Music für Klarinette, Herfe und Perkussion, 1972
- "Valences", sinfonisches Stück, 1973
- Sonata für Flöte solo, 1973
- Concerto für Klarinette und Orchester, 1974
- Lyric Sequence für Klarinette, Trompete und Klavier, 1974
- Two sequences für Sopran und Kammerorchester, 1976
- "Collages" für Bläserquintett, 1977
- Cantata II für Sopran, Bariton, gemischten Chor und Orchester nach Gedichten von Lucian Blaga, 1977
- Cantata III "Country-land, country-idea" für Frauenchor und Orchester nach Gedichten von Nichita Stănescu, 1977
- Symphony II "Hymns", 1978
- "The Snow Queen", Kinderoper nach Hans Christian Andersen, 1978
- "Incantations" II für Violine, Viola, Cello und Klavier, 1978
- "Consonances" I für vier Posaunen, 1978
- "Consonances" II für Klarinette und Klavier, 1979
- "Consonances" III für Orgel solo, 1979
- Concerto für Flöte, Viola und Kammerorchester, 1980
- "Consonances" V für Orgel solo, 1980
- "Images interrupted" für Holzbläserquintett, 1983
- "Cadenza" für Violine, 1983
- "Pastorale" für Bass, Klarinette und Klavier, 1984
- "Allegro veloce e caratteristico" für Orgel, 1985
- Symphony V, 1985–1986
- Sonata for six horns, 1986
- "Larghetto" für Kammerstreichorchester, 1988
- Symphony VI, 1988–1989
- "Intersections", Sonate für Horn und Klavier, 1989
- Music for Het Trio, 1990
- "Ierusalem", sinfonische Dichtung, 1990
- Concerto für Streichorchester, 1991
- "Atre" für Flöte, Klarinette und Fagott, 1991
- "Cadenza" III für Klavier, 1992
- Sonata für Klavier, 1993
- Concerto für Klavier zu vier Händen und Orchester, 1993
- "Fantasy" für Cello und Klavier, 1994
- "Poem for Romania", "Poem for Madona from Neamt" für Sopran und Klavier nach Gedichten von Eugen Van Itterbeek, 1994
- "Chant d'amour de la Dame à la Licorne", Kammeroper nach Etienne de Sadeleer, 1995
- Symphony VIII, 1995–1996
- Concerto für Saxophon und Orchester, 1997
- "Consonances" VI für Blockflötenquartett, 1997
- "Five movements" für Cello und Klavier, 1997
- "Consonances" VII für Harfe solo, 1998
- "Pastorale" für Blasorchester, 1999
- "Parallel musics" für Saxophon, Cello und Klavier, 2001
- "Incantations" III für Cello und Tonband, 2002
- Concerto für Orgel und Orchester, 2002
- Computer music, 2003
- Computer music, 2004